# 勝田里奈
勝田里奈（日语：／，1998年4月6日—），是日本女歌手、演員、YouTuber，原為日本女子演唱團體ANGERME（舊稱：S/mileage）二期正式成員。已於2019年9月25日從ANGERME及早安家族畢業。